# 伊藤立一
伊藤　立一（いとう　りゅういち、1973年 - ）は、日本の実業家。2005年6月より豊証券株式会社代表取締役社長。

## 略歴・人物
- 1973年 愛知県名古屋市昭和区出身[1]。
- 1998年 神奈川大学卒業
- 2005年 立教大学大学院独立研究科修士課程

### 職歴
- 1998年 日本電子計算入社
- 1999年 豊証券入社
- 2003年 立教大学大学院独立研究科入学
- 2005年 修士
- 2005年 豊証券代表取締役社長就任

## エピソード
- 豊証券代表取締役伊藤建一の長男である。父伊藤建一の家業を継ぐ形での就任となった。[1]
- 証券業界は「独特だ、特殊だ」という考え方は捨てていると話す。豊証券では、人材を採用し育成していくということを最も重要視していると話す。[1]